# Paratetilla bacca
Paratetilla bacca är en svampdjursart som först beskrevs av Emil Selenka 1867.  Paratetilla bacca ingår i släktet Paratetilla och familjen Tetillidae. Inga underarter finns listade i Catalogue of Life.